# Etničke grupe Španjolske
Etničke grupe u Španjolskoj: 44,593.000 stanovnika (UN Country Population; 2008), preko 50 naroda.
- Angloamerikanci, 27.000
- Aragonci, 	2,064.000
- Armenci, 3.500
- Asturci, 	516.000
- Baski, 679.000
- Britanci, 	782.000
- Bugari, 28.000
- Danci, 5.900
- Estremadurci, 1,135.000
- Fala, 11.000
- Filipinci, 13.000
- Finci, 5.200
- Francuzi, 41.000
- Galjegi (Galicijci), 3,380.000
- Gaskonjci, 6.200
- Germanošvicarci, 12.000
- Grci, 2.100
- Iranci, 2.200
- Irci, 4.300
- Japanci, 2.100
- Kanarci, 906.000
- Katalonci, 11,561.000
- Kapverdski mestici, 10.000
- Korejci, 2.200
- Kriptožidovi, Marani, 246.000
- Kubanci, 18.000
- Kurdi, sjeverni, 800
- Latinskoamerički mestici, 95.000
- Latinoamerikanci, bijelci, 41.000
- Libanonski Arapi, 62.000
- Litvanci, 4.700
- Mandarinski Kinezi, 25.000
- Marokanski Arapi, 	124.000
- Nijemci, 12.000
- Nizozemci, 21.000
- Norvežani, 6.300
- Poljaci, 18.000
- Portugalci, 41.000
- Romi:
  - Romi, 1.000
  - Gitani, 640.000
- Rumunji, 62.000
- Rusi, 800
- Španjolci, Kastiljci, 20,142.000
- Šveđani, 9.300
- Talijani, 83.000
- Ukrajinci, 24.000
- Valencijci, 12.000
- Židovi (bez Kriptožidova):
  - Židovi, 2.100
  - Židovi, španjolski, 900